# Малківська сільська рада
Ма́лківська сільська́ ра́да — адміністративно-територіальна одиниця та орган місцевого самоврядування у Прилуцькому районі Чернігівської області. Адміністративний центр — село Малківка.

## Загальні відомості
Малківська сільська рада утворена у 1975 році.
- Територія ради: 20,82 км²
- Населення ради: 722 особи (станом на 2001 рік)

## Населені пункти
Сільській раді підпорядковані населені пункти:
- с. Малківка
- с. Сухоярівка

## Склад ради
Рада складалася з 14 депутатів та голови.
- Голова ради: Харченко Валентина Миколаївна
- Секретар ради: Крашіненко Сергій Олександрович

### Керівний склад попередніх скликань
| Прізвище, ім'я, по батькові   | Основні відомості                                                 | Дата обрання | Дата звільнення |
| ----------------------------- | ----------------------------------------------------------------- | ------------ | --------------- |
| Харченко Валентина Миколаївна | Сільський голова, 1961 року народження, освіта вища               | 26.03.2006   | 31.10.2010      |
| Харченко Валентина Миколаївна | Сільський голова, 1961 року народження, освіта вища, позапартійна | 31.10.2010   |                 |

Примітка: таблиця складена за даними сайту Верховної Ради України

### Депутати
За результатами місцевих виборів 2010 року депутатами ради стали:

#### За суб'єктами висування
| Суб'єкт висування            | Кількість обраних депутатів | %    |
| ---------------------------- | --------------------------- | ---- |
| Самовисування                | 12                          | 85,7 |
| Соціалістична партія України | 2                           | 14,3 |

#### За округами
| № округу                     | Прізвище, ім'я, по батькові     | Дата визнання обраним | Освіта             | Партійна приналежність             | Відомості про обраного депутата                                |
| ---------------------------- | ------------------------------- | --------------------- | ------------------ | ---------------------------------- | -------------------------------------------------------------- |
| Соціалістична партія України |                                 |                       |                    |                                    |                                                                |
| 7                            | Носко Анатолій Степанович       | 02.11.2010            | середня спеціальна | член Соціалістичної партії України | ТОВ «Ресурс-Агро», охоронець                                   |
| 13                           | Парган Тетяна Миколаївна        | 02.11.2010            | середня            | член Соціалістичної партії України | Малківська загальноосвітня школа, техпрацівник                 |
| Самовисування                |                                 |                       |                    |                                    |                                                                |
| 1                            | Харченко Віктор Миколайович     | 02.11.2010            | вища               | позапартійний                      | ДЮФШ «Європа», директор                                        |
| 2                            | Умін Ніна Іванівна              | 02.11.2010            | середня спеціальна | позапартійна                       | сільський клуб с. Онищенків, завідувачка                       |
| 3                            | Крашіненко Сергій Олександрович | 02.11.2010            | вища               | позапартійний                      | Малківська сільська рада, секретар                             |
| 4                            | Ковальчук Валентина Михайлівна  | 02.11.2010            | середня спеціальна | позапартійна                       | тимчасово не працює                                            |
| 5                            | Міненко Галина Петрівна         | 02.11.2010            | вища               | позапартійна                       | Малківська сільська рада, головний бухгалтер                   |
| 6                            | Кононенко Людмила Миколаївна    | 02.11.2010            | середня спеціальна | позапартійна                       | Прилуцький територіальний центр, соціальний працівник          |
| 8                            | Софієнко Тетяна Миколаївна      | 02.11.2010            | середня            | позапартійна                       | пенсіонер                                                      |
| 9                            | Олійник Ніна Іванівна           | 02.11.2010            | середня спеціальна | позапартійна                       | Прилуцький районний територіальний центр, соціальний працівник |
| 10                           | Опанасенко Валентина Василівна  | 02.11.2010            | середня спеціальна | позапартійна                       | тимчасово не працює                                            |
| 11                           | Тарасенко Ніна Петрівна         | 02.11.2010            | середня            | позапартійна                       | відділення зв'язку с. Малківка, листоноша                      |
| 12                           | Бедзір Антоніна Миколаївна      | 02.11.2010            | середня            | позапартійна                       | будинок культури с. Малківка, художній керівник                |
| 14                           | Заєць Олена Станіславівна       | 02.11.2010            | середня            | позапартійна                       | тимчасово не працює                                            |